# Allochoria
Allochoria, alochoria, obcosiewność – rozprzestrzenianie diaspor roślin przy pomocy czynników zewnętrznych. 
W zależności od czynnika przenoszącego diaspory wyróżnione zostały typy allochorii:
- Anemochoria, gdy czynnikiem przenoszącym jest wiatr i określane jest jako:
  - chameochoria dla diaspor wleczonych przez wiatr po powierzchni gleby,
  - meteochoria dla diaspor unoszonych w powietrzu,
  - boleochoria dla diaspor porywanych przez wiatr, a następnie przenoszonych przez inny czynnik.
- Hydrochoria, gdy diaspory są przenoszone przez wodę i określane jako:
  - nautochoria dla diaspor przenoszonych w wodzie morskiej
  - bythisochoria dla diaspor przemieszczanych przez wodę płynącą,
  - ombrochoria dla diaspor rozprzestrzenianych przy pomocy kropel deszczu.
- Antropochoria, gdy diaspory są przenoszone przez człowieka i określane jako:
  - etelochoria dla diaspor rozsiewanych celowo,
  - speirochoria dla diaspor rozsiewanych przypadkowo wraz z wysiewanymi roślinami,
  - agochoria dla diaspor rozsiewanych przypadkowo, przy okazji innej działalności.
- Zoochoria, gdy diaspory są przenoszone przez zwierzęta i określane jako:
  - ornitochoria, myrmekochoria i inne dla diaspor przenoszonych przez różne grupy zwierząt,
  - egzochoria dla diaspor przenoszonych na zewnątrz ciała zwierzęcia,
  - endochoria dla diaspor przechodzących przez układ pokarmowy zwierzęcia,
  - stomatochoria dla diaspor przenoszonych w jamie gębowej,
  - dysochoria dla diaspor przenoszonych lub przypadkowo zjadanych przez zwierzęta.